# Collegio uninominale Sicilia 2 - 06 (2017)
Il collegio elettorale uninominale Sicilia 2 - 06 è stato un collegio elettorale uninominale della Repubblica Italiana per l'elezione della Camera dei deputati tra il 2017 ed il 2022.

## Territorio
Come previsto dalla legge elettorale italiana del 2017, il collegio era stato definito tramite decreto legislativo all'interno della circoscrizione Sicilia 2.
Era formato dal territorio di 13 comuni: Aci Castello, Belpasso, Camporotondo Etneo, Gravina di Catania, Mascalucia, Misterbianco, Motta Sant'Anastasia, San Giovanni la Punta, San Gregorio di Catania, San Pietro Clarenza, Sant'Agata li Battiati, Tremestieri Etneo e Valverde.
Il collegio era quindi interamente compreso nella città metropolitana di Catania.
Il collegio era parte del collegio plurinominale Sicilia 2 - 02.

## Eletti
| Elezione | Elezione | Deputato       | Partito            |
| -------- | -------- | -------------- | ------------------ |
|          | 2018     | Simona Suriano | Movimento 5 Stelle |
|          | 2021     | Simona Suriano | Indipendente       |

## Dati elettorali

### XVIII legislatura
Come previsto dalla legge elettorale, 232 deputati erano eletti con sistema a maggioranza relativa in altrettanti collegi uninominali a turno unico.
| Candidati              | Candidati                | Voti    | %     | Liste                                | Voti    | %     |
| ---------------------- | ------------------------ | ------- | ----- | ------------------------------------ | ------- | ----- |
|                        | Simona Suriano ✔️ Eletto | 70 531  | 52,87 | Movimento 5 Stelle                   | 70 531  | 52,87 |
|                        | Giovanni Pistorio        | 40 232  | 30,16 | Forza Italia                         | 24 586  | 18,43 |
| Lega                   | Giovanni Pistorio        | 40 232  | 30,16 | 6 607                                | 4,95    |       |
| Fratelli d'Italia      | Giovanni Pistorio        | 40 232  | 30,16 | 6 089                                | 4,56    |       |
| Noi con l'Italia - UDC | Giovanni Pistorio        | 40 232  | 30,16 | 2 950                                | 2,21    |       |
|                        | Luca Sammartino          | 16 049  | 12,03 | Partito Democratico                  | 14 228  | 10,66 |
| +Europa                | Luca Sammartino          | 16 049  | 12,03 | 1 408                                | 1,06    |       |
| Italia Europa Insieme  | Luca Sammartino          | 16 049  | 12,03 | 229                                  | 0,17    |       |
| Civica Popolare        | Luca Sammartino          | 16 049  | 12,03 | 184                                  | 0,14    |       |
|                        | Luca Barbato             | 2 949   | 2,21  | Liberi e Uguali                      | 2 949   | 2,21  |
|                        | Fabio Laudani            | 931     | 0,70  | Il Popolo della Famiglia             | 931     | 0,70  |
|                        | Elena Majorana           | 931     | 0,70  | Potere al Popolo!                    | 931     | 0,70  |
|                        | Elisa La Spina           | 746     | 0,56  | CasaPound                            | 746     | 0,56  |
|                        | Ermelinda Mandanici      | 430     | 0,32  | Italia agli Italiani                 | 430     | 0,32  |
|                        | Maria Agatina Germanà    | 323     | 0,24  | Partito Comunista                    | 323     | 0,24  |
|                        | Francesco Pastore        | 163     | 0,12  | Partito Valore Umano                 | 163     | 0,12  |
|                        | Mariacristina Pitarresi  | 132     | 0,10  | Lista del Popolo per la Costituzione | 132     | 0,10  |
| Totale                 | Totale                   | 133 417 | 100   |                                      | 133 417 | 100   |
|                        |                          |         |       |                                      |         |       |
| Voti non validi        | Voti non validi          | 3 637   | 2,65  |                                      |         |       |
| Votanti                | Votanti                  | 137 054 | 68,12 |                                      |         |       |
| Elettori               | Elettori                 | 201 186 |       |                                      |         |       |